# Brigide Daynes-Grassot
Pour les articles homonymes, voir Daynes et Grassot.
Brigide Daynes-Grassot, née le 8 octobre 1832 à Lyon 4e et morte le 13 juin 1926 à Gan, est une comédienne française.

## Biographie
Fille de Marie Catherine Suzanne Joudon et d’Antoine Grassot, ouvrier en soie à la Croix Rousse, Daynes a commencé sa carrière à 12 ans, en 1844, lorsqu’une parente en tournée à l’étranger l’a emmenée en Angleterre avec elle. Elle a ensuite tenu tous les emplois. D’abord ingénue, chanteuse légère ensuite, puis travesti, jouant les Déjazet dans les villes où la troupe s’arrêtait quelques jours ou quelques semaines
En 1864, sa réputation faite, on l’engage à Lille, à Marseille, à Toulouse et joue dans Gentil Bernard, le Marquis de Lauzun, Toto chez Tata. Un jour, en 1862, Napoléon III l’a fait venir au camp de Châlons, pour la féliciter. Avant 1870, elle jouait depuis quelque temps aux Variétés, lorsque la guerre franco-allemande de 1870 a éclaté. Lors de la Commune, elle abandonne la capitale pour gagner, avec toute la troupe des Variétés, Rouen, où elle jouera une centaine des fois les Bibelots du diable, avant d’aller à Bordeaux, où elle restera 11 ans. Dans cette ville, dont elle deviendra l’idole, son talent s’assouplit encore. Soubrette, elle est Dorine, ou Frosine, et le lendemain, elle joue le mélodrame. Elle incarne des rôles de caractères dans les Fourchambault, le Monde où l’on s’ennuie, le Petit Abbé,le Gamin de Paris et le Petit Duc.
Coquelin aîné, qui venait souvent en représentations à Bordeaux, ayant remarqué qu’elle disait le vers aussi bien que la prose, la réclamait toujours comme partenaire, notamment pour jouer Chérubin dans le Mariage de Figaro. C’est avec de dernier, Dieudonné et Justine Favart qu’elle a fait, en 1882, une tournée en Russie. Le succès a été tel que peu s’en est fallu qu’elle ne se laisse tenter par un brillant engagement qui lui était offert par le Théâtre Impérial, mais lorsque, en 1881, Henry Luguet, le frère de Marie Laurent a quitté la direction du théâtre de Bordeaux pour celle de Déjazet, il l’a emmenée avec lui. Pour sa représentation d’adieu à Bordeaux, elle a chanté la Lisette de Béranger sous les acclamations du public.
À Paris, au théâtre Déjazet, elle a commencé avec la Bamboche, de Vast-Ricouard. Lorsque cet établissement a fermé pour cause de travaux, elle a failli retourner en province, lorsque le théâtre des Variétés l’a engagée, avec son mari, qui devait y occuper le poste de deuxième chef d’orchestre dix-huit ans durant, avant de passer aux Variétés, puis au Gymnase, et enfin, en 1881, au Vaudeville, où elle connaitra la consécration suprême.
Après avoir débuté au Vaudeville, dans le Mariage de Paris, d’Edmond About et les Invalides du mariage, elle créera ensuite successivement les Affolés, Clara Soleil, la Flamboyante, le Conseil judiciaire, Mme Bonnivard, dans les Surprises du Divorce, la Famille Pont-Biquet, Bas-Bleu, Monsieur le Directeur, Manette Salomon, Au Bonheur des Dames. Elle reprendra le rôle de Mme Pont-Biquet, créé par elle, et créera Madame Gomery dans Villa Gaby..

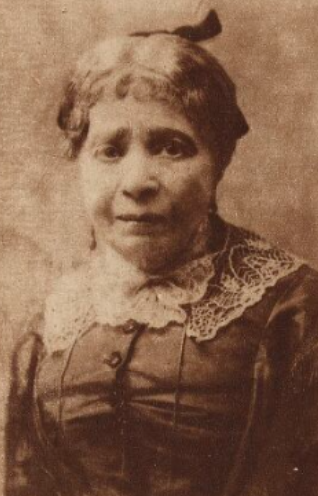
Mme Daynes-Grassot en 1920

Après ses débuts éclatants dans Un mariage de Paris, la presse entière a consacré de nombreux et élogieux articles à la duègne qui avait su composer remarquablement son personnage. Ayant accepté de jouer les duègnes, elle en fait « les Daynes-Grassot ». Son secret, son procédé, était de ne pas en avoir : « Vivre un rôle », mais pour les vivre, elle renouvelait son effort devant chaque création nouvelle en dédaignant l’expérience acquise. Connue pour être très consciencieuse, nulle n’est venue avec plus d’exactitude aux répétitions, nulle n’a aimé davantage son métier. Ainsi, une fois, alors que les couturières de la Belle Aventure venaient de se terminer et qu’on voulait rassembler les artistes devant l’objectif du photographe, et quelqu’un l’a priée de rentrer en scène, « rien qu’une minute ». Elle est venue et, docile : « Quel acte reprend-on ? » Il était deux heures et demie du matin. Elle avait quatre-vingt-huit ans.

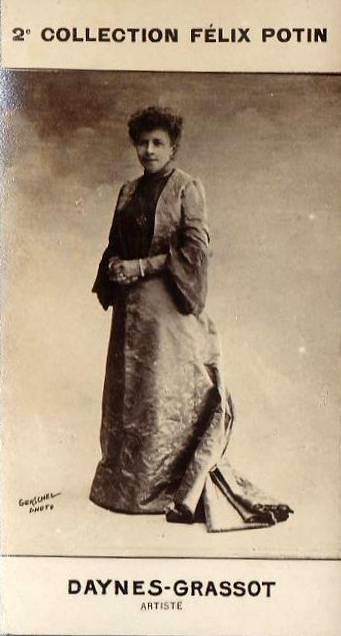
Brigide Dayne-Grassot vers 1908

Décrite comme simple, patiente, modeste, affectueusement appelée « grand-mère » par ceux qui l’entouraient, elle pouvait être tour à tour follement amusante ou incomparablement émouvante, empoignant son public jusqu’au fou rire ou jusqu’aux larmes. cette artiste au corps frêle et menu produisait toujours un maximum d’effet avec un minimum de moyens d’exécution. Travailleuse infatigable, elle a marqué d’un cachet de vérité et d’originalité, tous les rôles qui lui ont été confiés. Pour ses adieux au théâtre, son « jubilé », à quatre-vingt-neuf ans, son dernier rôle a été celui de Madame Pernelle dans Tartuffe. Elle aura joué pendant soixante-dix-sept ans.
Deux ans avant sa mort, elle s’était retirée, avec sa famille, dans sa villa de Gan, où elle succomba à une attaque de bronchite. Elle avait épousé le musicien et chef d’orchestre, Edmond Arthur Daynes, dont elle a eu le peintre Victor-Jean Daynes, lui-même père de Suzanne Daynes-Grassot et d’Edmond Daynes, de la même profession.

## Carrière
- Gentil Bernard.
- Le Marquis de Lauzun, 1863.
- Les Bibelots du diable.
- Toto chez Tata.
- Les Fourchambault.
- Le Monde où l’on s’ennuie.
- Le Petit Abbé.
- Le Gamin de Paris.
- La Bamboche théâtre Déjazet.
- La Famille Pont-Biquet.
- Le Conseil judiciaire.
- Les Surprises du divorce.
- Monsieur le directeur.
- Le Bonheur des dames.
- La Carrière.
- Le Petit Duc.
- Rosine.
- Jalouse.
- Zaza.
- Germinie Lacerteux.
- Le Faubourg.
- Le Bon Juge.
- La Course du flambeau.
- Yvette.
- L’Espionne.
- Léonie est en avance.
- Le Greluchon.
- L’Aigrette.
- La Robe rouge.
- Bas bleu.
- Monsieur le Directeur.
- Clara Soleil.
- La Flamboyante.
- Au Bonheur des Dames.
- Les Affolés.
- Manette Salomon.
- Villa Gaby.
- La Belle Aventure.
- L’Arlésienne.
- Fleurs d’oranger.
- Tartuffe.